# Catrin Andersson
Catrin Andersson, född 1974 i Helsingborg är en svensk konstnär som bor och arbetar i Malmö. 

## Biografi
Catrin Andersson är utbildad vid Högskolan för design och konsthantverk i Göteborg, samt vid Edinburgh College of Art i Edinburgh, Skottland.
Hon har haft separatutställningar vid bland annat Tjörnedala Konsthall i Simrishamn, på Studio ROJO på Mallorca in Spanien, samt på Galleri Svalbard i Longyearbyen, Norge.
Hon har haft längre studievistelser vid bland annat SIM i Reykjavik och vid The Art Center i Longyearbyen på Svalbard.
Hon arbetar med fotografi, ljud och teckning, ofta i kombination. 
Så här beskrivs hennes konst i en utställningspresentation från galleriet Aura i Lund från 2008:
| ”                 | Människans vilja att kontrollera, kartlägga och därigenom förstå sin värld är inte ny. Med tiden har däremot vetenskapens metoder förfinats och vi kan idag få den mest detaljrika information om allt från det mikroskopiska till det kosmologiska. Catrin Andersson är en konstnär som står med ett ben i den vetenskapliga världen och det andra i den subjektiva sfären. Vetenskapligt utvunnen information om väderfenomen och olika former av naturscenarier upptar hennes intresse men omformuleras till projektionsytor för egna fantasier. Hennes verk tar vid där vetenskapen inte når och tillåter tankar om oändligheten, undergången och om parallella världar till vår egen. | „ |
| – Solo exhibition | |   |

## Verk
Catrin Andersson har utfört flera offentliga verk. Bland dem märks "Earthstar" i Johannelund i Stockholm (2013) och "Där alla färger har sitt ursprung" (2011) på Skånes universitetssjukhus i Lund.
Hennes konst finns representerad i samlingarna hos bland andra Ystads Konstmuseum, The Nomas Foundation, Sveriges Allmänna Konstförening, Skissernas Museum och Centro Cultural Andratx, Spanien.